# Apomecyna holorufipennis
Apomecyna holorufipennis är en skalbaggsart som beskrevs av Stefan von Breuning 1977. Apomecyna holorufipennis ingår i släktet Apomecyna och familjen långhorningar. Inga underarter finns listade i Catalogue of Life.